# Darío Adanti
Darío Adanti (Buenos Aires, 1971) es un historietista, ilustrador y animador argentino, afincado actualmente en Madrid. Considerado uno de los autores más renovadores de la historieta cómica en España, también hace ilustración en revistas y periódicos (El País de las Tentaciones, La Vanguardia, Más Libros o Nosotros somos los muertos) y en libros, como Vida Mostrenca, de Jordi Costa. Junto con Barbara Perdiguera (también ilustradora), ha realizado varios cortometrajes de animación como Vacaláctica, Elvis Christ, Minas de cobre o La hora de Hombre Cacto, entre otros. Ha sido guionista de Space Ghost Coast to Coast y Adult Swim España.
Es, junto a Edu Galán, uno de los fundadores de la revista Mongolia, donde escribe y dibuja, y colaborador de la revista El Jueves.

## Biografía

### Inicios profesionales
De pequeño, durante la última dictadura militar argentina, disfrutaba del programa Sábados de Super Acción (Canal 11), dedicado a películas de serie B.
Más mayor, publicó en los diarios Página/12 y Clarín y en la revista Humor Registrado, además de ilustrar libros de texto.
En 1995 intentó vivir en Nueva York, pero al no encontrar trabajó se asentó en Barcelona en enero de 1996. Al año siguiente, trabajó en Nueva York, haciendo animaciones para la MTV latina y Nickelodeon.

### Estancia en España (1997-presente)
En 1997 se instaló definitivamente en España, primeramente en Barcelona. Allí empezó a hacer animación y se dio a conocer en el mercado historietístico español con Calavera vuelve a casa y La ballena tatuada. Posteriormente pasó a trabajar regularmente en las revistas El Jueves y Dibus, donde se gana pronto el favor del público y en las que continuó trabajando durante muchos años. En Caspa radioactiva, su página semanal en El Jueves, da buena muestra de su personal estilo y particular sentido del humor. 
En 2002 se estableció en Madrid. Dos años después, montaba una productora de animación con amigos suyos.
Con Jordi Costa como guionista ha realizado los cómics Mis problemas con Amenábar (2009), iniciada como una serie para Mondo Brutto, y, como parte del homenaje a la revista Fotogramas, 2.000 años de cine (2010).
En el número 1683 de El Jueves (26 de agosto de 2009), finalizó El odiómetro, sustituyéndola a la semana siguiente por Las extrañas aventuras del niño Dios.
En 2012 forma parte del consejo de redacción de la revista satírica Mongolia, lanzada ese mismo año.

## Estilo
Sus viñetas se mueven entre lo grotesco y el sin sentido, aunque él se inclina más por calificar su humor de absurdo. Sus guiños al lado más subterráneo de la cultura popular (tópicos de la serie B, lucha libre mexicana, entre otros) son constantes, y parecen haber sabido conectar con el público. Él mismo definió su estilo de forma improvisada 

algo así como Krazy Kat mezclado con el cómic underground y los dibujos animados de Tex Avery en los tiempos del Macintosh. ¿Suena muy pretencioso? ¡Soy porteño, no lo puedo evitar!

## Obra
Historietista
| Años      | Título                                                                 | Guionista   | Tipo       | Publicación                                  |
| --------- | ---------------------------------------------------------------------- | ----------- | ---------- | -------------------------------------------- |
| 1999      | Calavera vuelve a casa                                                 |             | Monografía | Camaleón/Malasombra: Terra Incógnita, núm. 9 |
| 1999-2000 | Colmillo Blanco                                                        |             | Serie      | Angelitos Negros                             |
| 2000      | Almanaque extraordinario Bardín baila con la más fea                   |             | Colectiva  | Medimuerto, núm. 5                           |
| 2000      | Humor a todo tren                                                      |             | Colectiva  | Renfe/El Jueves                              |
| 2004      | El Calavera: Estar muerto es tonto!                                    |             |            | Ponent                                       |
| 2006      | El terror dentro                                                       |             |            | Dolmen                                       |
| 2009      | Mis problemas con Amenábar                                             | Jordi Costa |            | Glénat España                                |
| 2010      | 2000 años de cine                                                      | Jordi Costa |            | Fotogramas                                   |
| 2010      | Toda aquella caspa radioactiva                                         |             |            | Glénat España                                |
| 2017      | Disparen al humorista                                                  |             |            | Astiberri                                    |
| 2019      | Necroeconomía: El manual para entender la economía perversa            | Marta Flich |            | Penguin Random House                         |
| 2021      | La ballena tatuada                                                     |             |            | Astiberri                                    |
| 2022      | El meteorito somos nosotros. Un cómic sobre el cambio climático        |             |            | Astiberri                                    |
| 2023      | Ecotopías. Imaginar el futuro para cambiar el presente. Varios autores |             |            | Astiberri                                    |

Cinematográfica
| Años      | Título               | Junto a            | Tipo                                    | Difusión    |
| --------- | -------------------- | ------------------ | --------------------------------------- | ----------- |
| 1996-2000 | Vacaláctica          | Bárbara Perdiguera | Serie de episodios de animación         | MTV         |
| 1997      | Cabeza tostadora     |                    | Cortometraje de animación               |             |
| 1998      | Otro corto con niños |                    |                                         |             |
| 2000-2002 | Elvis Christ         | Bárbara Perdiguera | Serie de episodios de animación         | MTV         |
| 2001      | El Hombre Cacto      | Federico Sacco     | Cortometraje de imagen real y animación | Nickelodeon |